# Familia (álbum de Sophie Ellis-Bextor)
Familia es el nombre del sexto álbum de estudio de la cantautora británica Sophie Ellis-Bextor. Será lanzado el 2 de septiembre de 2016 a nivel mundial en formato digital por medio de iTunes y en el Reino Unido y en formatos LP y CD edición estándar y también se encuentra disponible en venta una edición de lujo la cual consta de un librillo encuadernado con fotografías y una postal firmada por Sophie, estas versiones se encuentran disponibles para adquirirse en preventa a través del sitio oficial de Ellis-Bextor y en Amazon. El primer sencillo extraído de este nuevo álbum es "Come With Us".

## Lista de canciones
Edición de iTunes, Edición de lujo y Edición estándar (CD & LP)
| #   | Título                   | Compositor(es)                    | Duración |
| --- | ------------------------ | --------------------------------- | -------- |
| 1.  | "Wild Forever"           | Sophie Ellis-Bextor / Ed Harcourt | 4:21     |
| 2.  | "Death Of Love"          | Ellis-Bextor / Harcourt           | 4:20     |
| 3.  | "Crystallise"            | Ellis-Bextor / Harcourt           | 3:31     |
| 4.  | "Hush Little Voices"     | Ellis-Bextor / Harcourt           | 4:14     |
| 5.  | "Here Comes The Rapture" | Ellis-Bextor / Harcourt           | 4:06     |
| 6.  | " Come With Us"          | Ellis-Bextor / Harcourt           | 3:54     |
| 7.  | "Cassandra"              | Ellis-Bextor / Harcourt           | 3:38     |
| 8.  | "My Puppet Heart"        | Ellis-Bextor / Harcourt           | 4:05     |
| 9.  | "Unrequited"             | Ellis-Bextor / Harcourt           | 4:32     |
| 10. | "The Saddest Happiness"  | Ellis-Bextor / Harcourt           | 4:14     |
| 11. | "Don't Shy Away"         | Ellis-Bextor / Harcourt           | 4:30     |

## Lanzamiento
El álbum fue lanzado el pasado 2 de septiembre de forma digital en todo el mundo y en los formatos CD ediciones estándar y de lujo en Reino Unido, así mismo Reino Unido tendrá la el álbum en formato LP de 12 pulgadas, y las tiendas HMV de Reino unido lanzarán un disco de vinilo de color rosa exclusivamente editado para la popular cadena de tiendas de música, actualmente este último artículo se encuentra agotado, el lanzamiento para el resto de Europa está programado para el 30 de septiembre.
También se habla de la posibilidad de que el álbum sea editado en México y en algunos países de América Latina, pero nada ha sido confirmado hasta el momento.